# Boynton Beach
Boynton Beach är en stad i Palm Beach County i sydöstra Florida, USA med 66 000 invånare. Staden ligger vid stranden och besöks av många turister.

## Personer från Boynton Beach
- Allen Counter, professor i neurofysiologi och svensk generalkonsul i Boston